# Ortona dei Marsi
Ortona dei Marsi ist eine italienische Gemeinde (comune) in der Provinz L’Aquila in den Abruzzen mit (Stand 31. Dezember 2023) 386 Einwohner. Die Gemeinde liegt etwa 47,5 Kilometer südsüdöstlich von L’Aquila am Nationalpark Abruzzen, Latium und Molise und gehört zur Comunità Montana Valle del Giovenco.

## Gemeindepartnerschaft
Ortona dei Marsi unterhält seit 2005 eine Partnerschaft mit der französischen Gemeinde Sauvigny im Département Meuse.

## Verkehr
Durch die Gemeinde führt die Autostrada A25 von Borgorose nach Pescara (Ausfahrt Rivoli, eine Ortschaft in der Gemeinde). Der Bahnhof Carrito-Ortona liegt im Ortsteil Carrito an der Bahnstrecke Rom-Sulmona-Pescara.

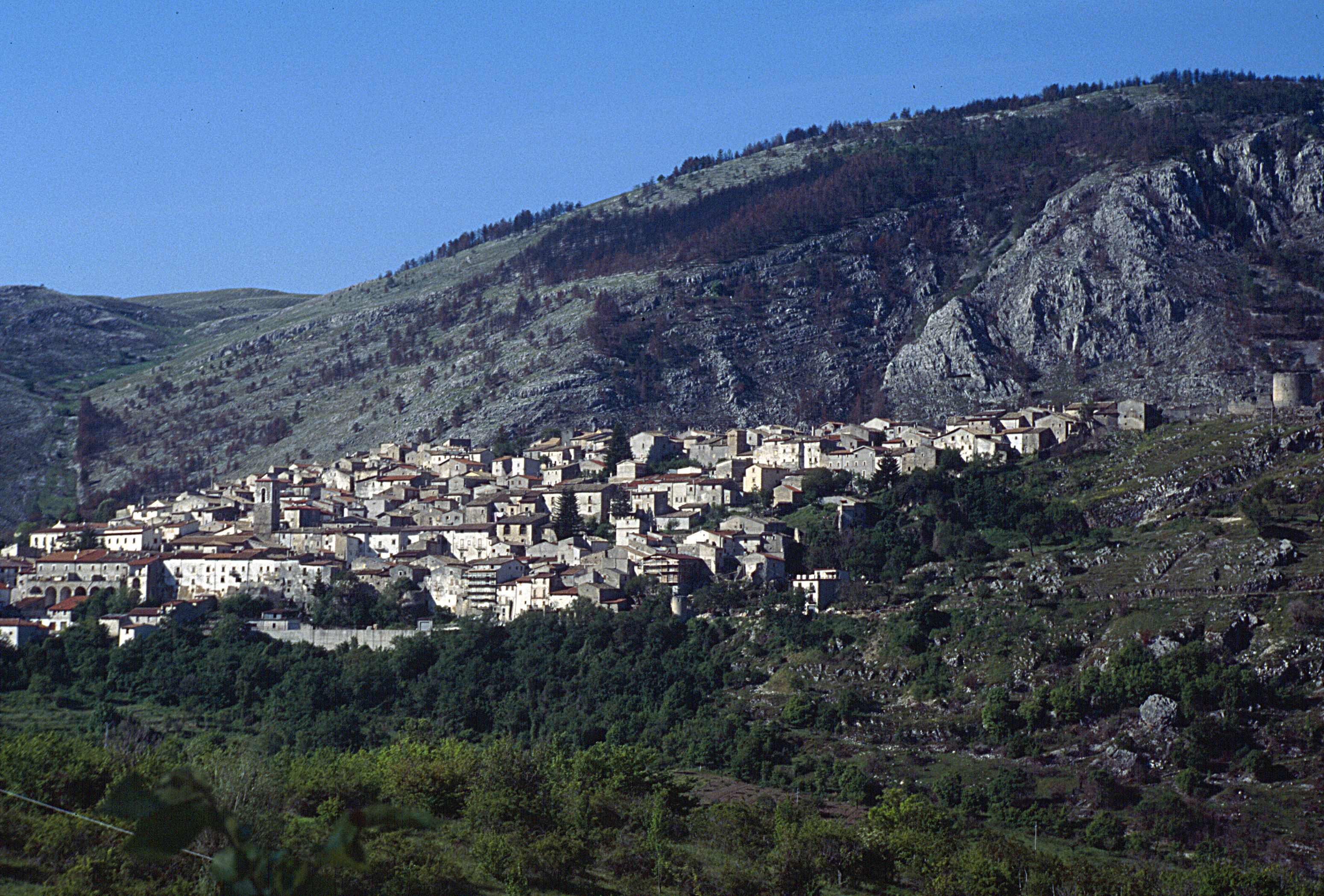
Ortona dei Marsi
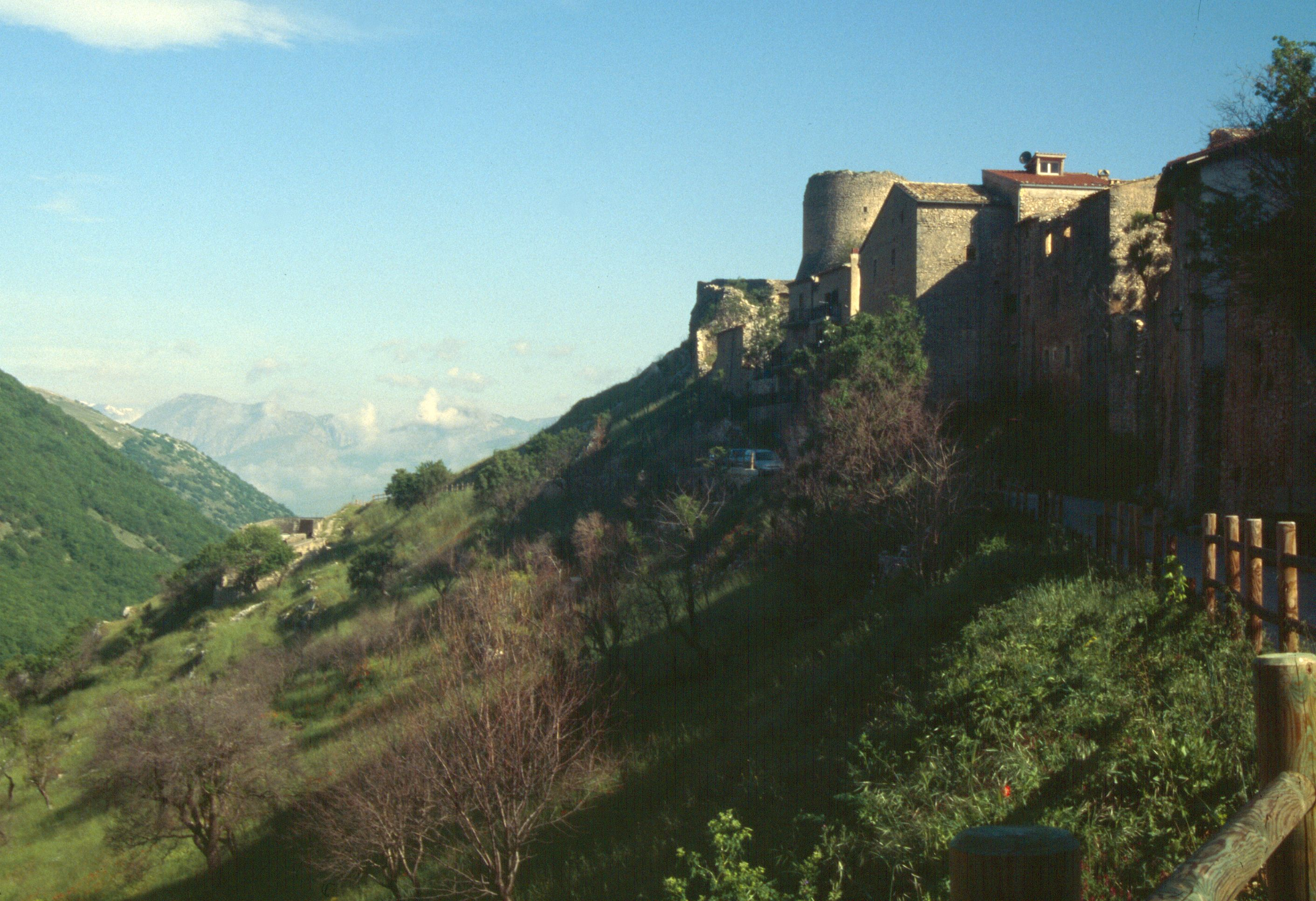
Stadtmauer und Turm
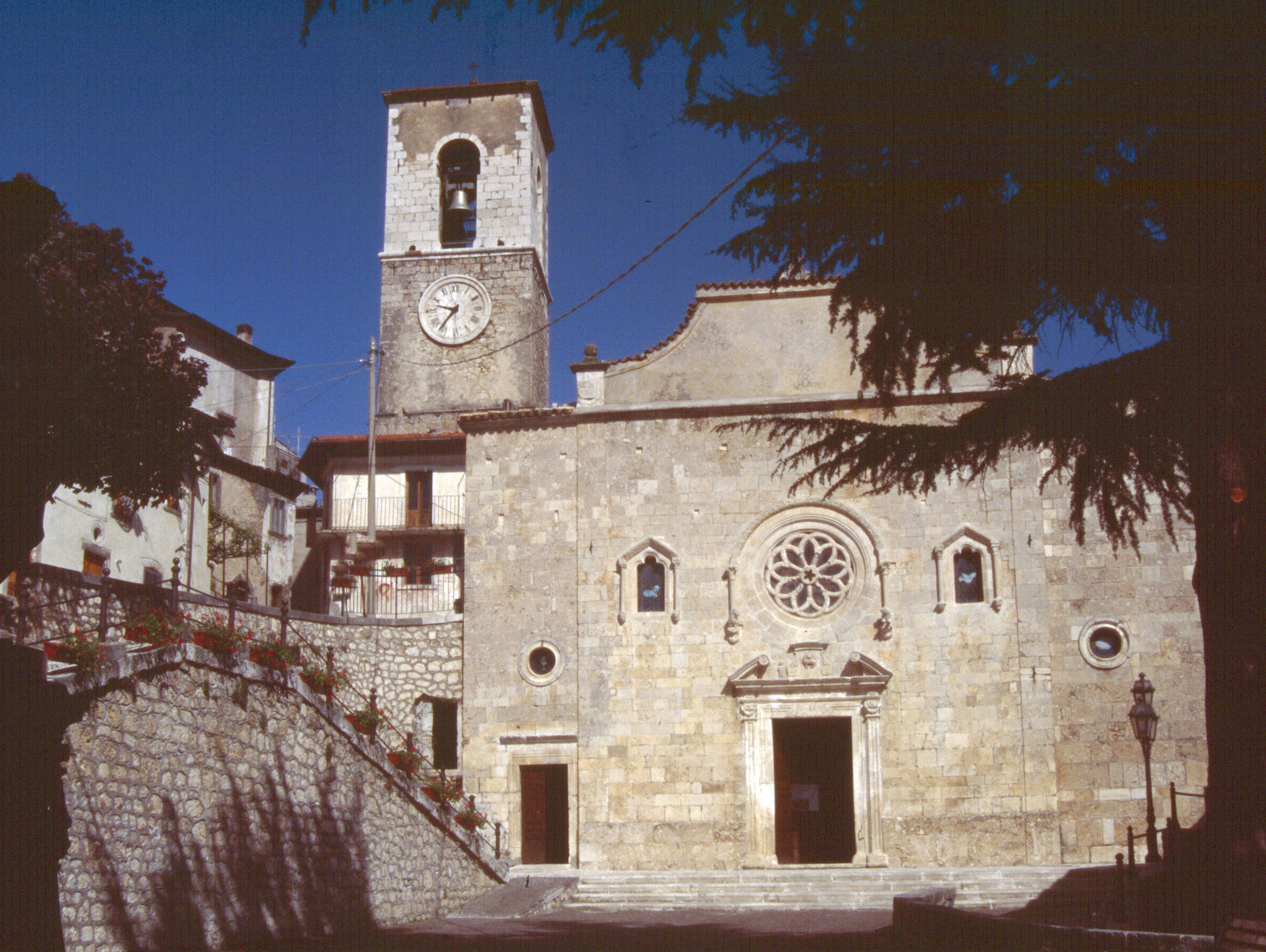
San Giovanni
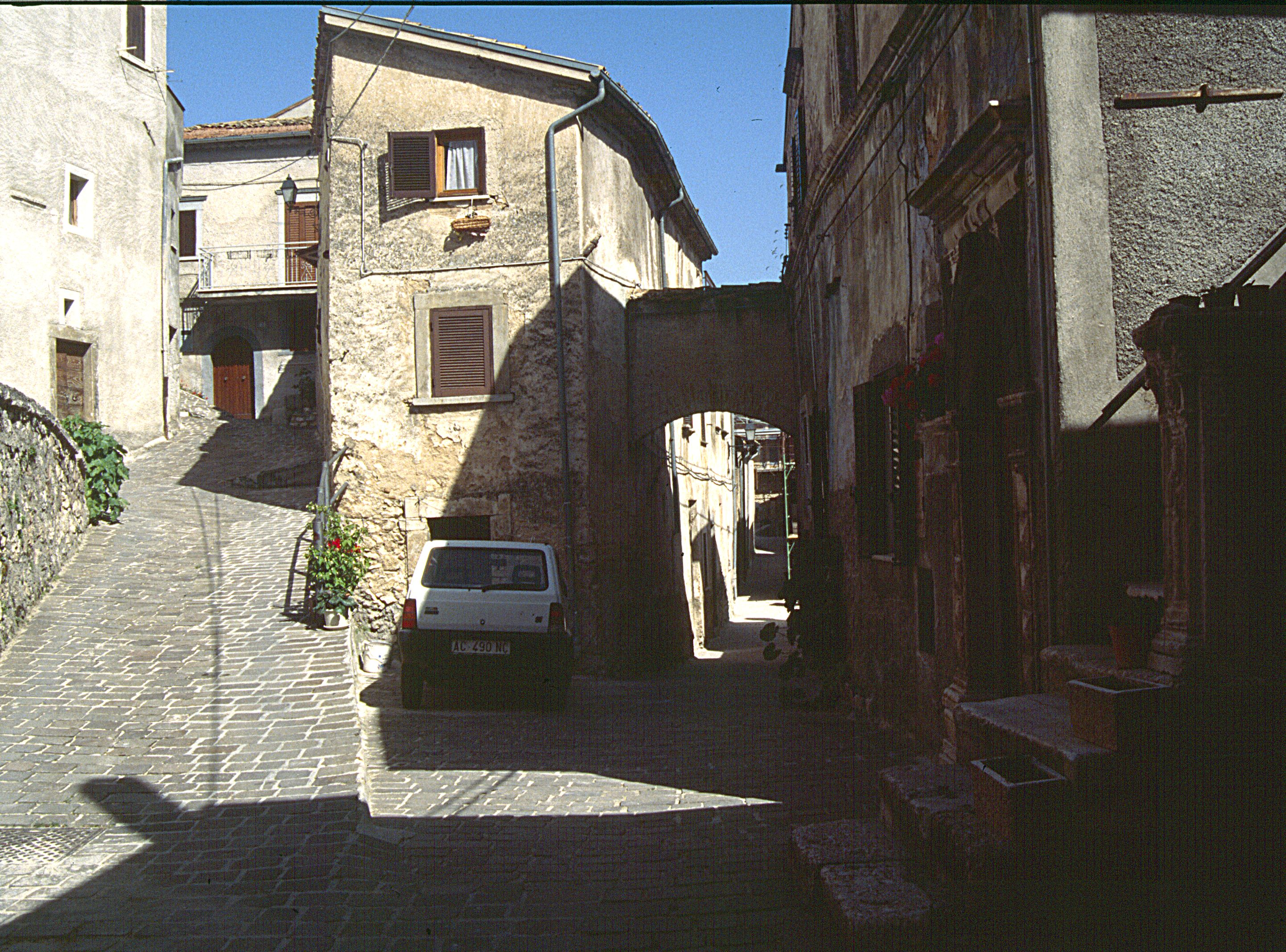
Gassen
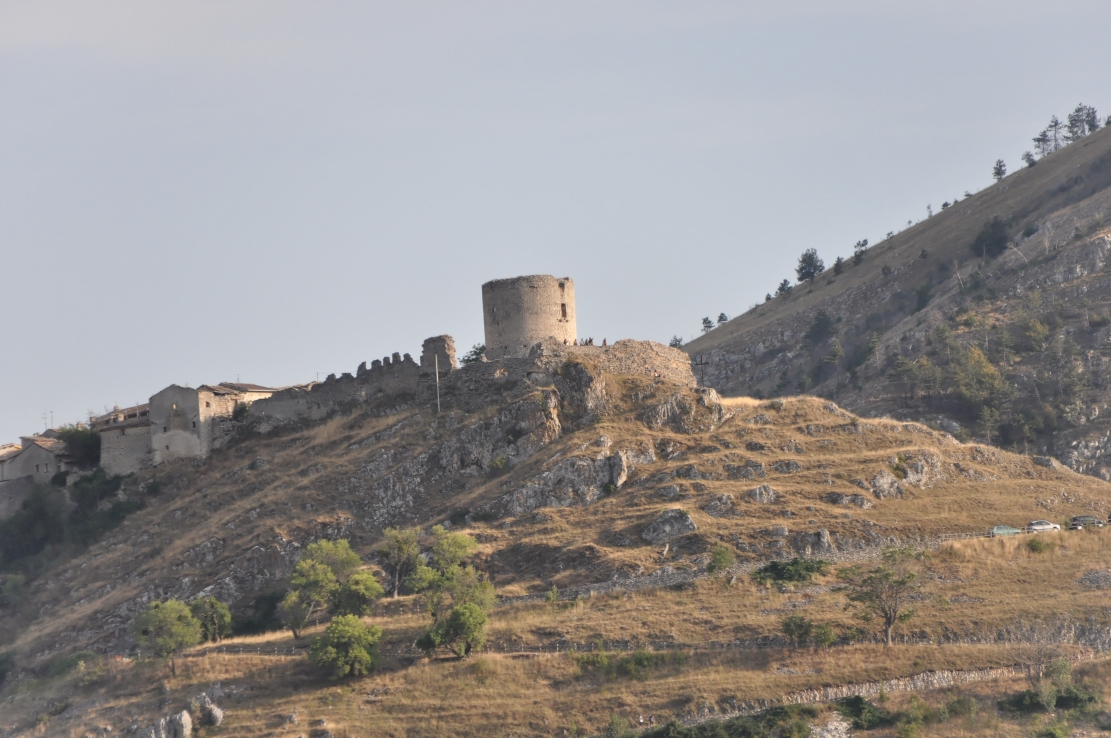
Castello di Ortona dei Marsi